# Can Balliu
Can Balliu és un edifici de quatre plantes del municipi de Blanes (Selva) inclosa en l'Inventari del Patrimoni Arquitectònic de Catalunya. Situada al número 15, de l'edifici original, de principis del segle xvii, es conserven les tres plantes inferiors. Destaca la porta amb arc de mig punt amb grans dovelles al primer pis; un finestral amb balconada, escut i data a la llinda al segon pis; i dues finestres també amb llinda monolítica al tercer pis. La quarta planta i la coberta responen a una reforma moderna. A la planta baixa hi ha comerços.

## Descripció
És un edifici entre mitgeres de tres plantes i golfes. La planta baixa té dues obertures. La del costat esquerre té una llinda horitzontal i les restes d'un relleu escultòric amb un escut. L'altra, més imponent, té una arcada de mig punt amb grans dovelles.
El primer pis té una obertura balconada i emmarcada amb llinda i muntants de pedra, sobre la qual hi ha un escut amb motius vegetals i una data. El segon pis té dues obertures amb balconades més petites i no tant prominents, també amb llindes monolítiques. El tercer pis correspon a una reforma recent i té obertures rectangulars amb llinda única de fusta amb la mateixa data de baix gravada. A sobre del tercer pis existeixen dos pisos de golfes i dues terrasses.

## Història
Forma part del conjunt de cases senyorials del carrer Ample, un dels carrers principals del centre de Blanes. Actualment és un carrer cèntric i comercial, per això la planta baixa està actualment adaptada al comerç i hi ha una perfumeria.